# Frontleitstelle
Frontleitstelle ist ein Begriff des Bewegungskrieges und bezeichnete eine Ortswechseln unterworfene Leitstelle, deren Aufgaben darin besteht, Nachschub an Personal und Versorgung, Waffen, Munition und Gerät sowie Feldpost an die vorgesehenen Truppenteile und Einheiten an der Front zu dirigieren.
Über die gesamte Front verteilt sind sie für bestimmte größere Frontabschnitte zuständig und kennen die in ihrem Zuständigkeitsbereich eingesetzten Truppen, deren Feldpostnummern und die genauen Einsatzorte, Angaben, die der militärischen Geheimhaltung unterliegen.